# Challenge (televízióadó)
A Challenge (korábban The Family Channel) egy brit digitális televíziós csatorna, mely a Sky Ltd tulajdona. A csatorna többnyire az Egyesült Királyságból és a világ minden tájáról származó produkciókat sugároz. A csatorna 1993. szeptember 1-én indult The Family Channel néven, ezen a néven 1993 és 1997 között sugárzott, majd Challenge TV néven 1997 és 2002 között, végül elhagyták a TV jelzőt.

## Története

### The Family Channel
A csatorna The Family Channel néven indult, mely eredetileg az Amerikai Egyesült Államokban működő International Family Entertainment tulajdonában álló kábelhálózat brit változata, mely 1993. szeptember 1-én indult.
A The Family Channel brit változata akkor indult el, amikor 1993. február 1-én eladták a TVS-t. Az American Company International Family Entertainment Inc. 68,5 millió dollárért vette meg a csatornát, mely magában foglalta az MTV Enterprises részét is. 1993 júniusában, az indulás előtt az IFE eladta a csatorna 39%-át a Flextechnek. A Family Channel néhány angol eredeti programot is indított a csatornán, de támaszkodott a korábbi MTM és TVS archívumaihoz, és más amerikai tartalmak behozatalára. A csatorna nagyon sok világszerte ismert sorozatot mutatott be, többet mint más kábel, vagy műholdas hálózat.
1996 áprilisában az IFE eladta a fennmaradó 61%-át a Flextechnek, mely így teljes mértékben tulajdonosa lett a csatornának, ezzel együtt a Maidstonei stúdiónak is.

### Challenge
A Flextech 1996 őszén The Challenge Channel néven indította újra a csatornát, gondolva a háziasszonyokra és a családok hétvégi programjaira. A Flextech úgy döntött, hogy később indítja újra The Family Channel teljes újraindítását, így nem kell versenybe szállnia a Sky Broadcasting csatornáival, mely a Granada Good Life csatornával való "harcát" is magába foglalta. A Family Channel áttért a hétvégi sorozatok, és filmek sugárzására, mely The Family Challenge Weekend néven lett ismert.
1997. február 3-án a The Family Channel újra kihívásként jelentette be a Challenge TV újraindulását, melyen eredetileg 17:00 és 00:30 között volt egy műsorblokk, mely az 1998. április 3-án megszűnt The Children's Channellel és a TV Travel Shop csatornával osztozott a frekvencián 1999-ig. 1997. február 3-tól 1998. végéig 00:30 és 06.00 között a csatorni Family Late márkajelzéssel futott, szórakoztató programokat kínálva.

### Sky
2009. április 7-én a Virgin Media az akkori tulajdonos hivatalosan elkezdte értékesíteni a csatornát, majd a Sky és a Virgin Media bejelentette, hogy a Sky megvásárolta a Virgin Media Television hálózatát az Ír Köztársaság hatósági engedélye alapján.
2010. szeptember 15-én a Sky bejelentette a Bravo, Bravo 2 és Channel One csatornáinak megszűnését, majd 2011. január 25-én megerősítették, hogy a Total Nonstop Action Wrestling program 2011. február 3-án indul a Challenge csatornán.
2011. február 1-jén a Challenge megváltoztatta a Channel One Freeview helyét a szabadon vehető multiplexen.